# セーナ王国
セーナ王国（セーナおうこく、英語：Sena Kingdom）は、ネパールに存在した王朝（15世紀頃 - 1804年）。

## 歴史
16世紀前半、ムクンダ・セーナが現れ、三都マッラ朝（カトマンズ、バクタプル、パタン）の支配するカトマンズ盆地に影響力を持った。数種類のセーナ王統譜ではこの王に至る代数を13代、16代、あるいは22代と数えているが、主要な王統譜ではセーナ王国の王統はラージプートの武門たるメーワール王国（チットール）を出自としている。
セーナ王統譜でセーナ姓を名乗るのは、カーマ・セーナ、チャンドラ・セーナ、ルドラ・セーナ、ムクンダ・セーナの4代で、それ以前の王はセーナ姓ではない。そのため、セーナ王国はカーマ・セーナの代に成立したと考えられている。このうち、パルパに首都を置いたルドラは1514年の布施文から実在が確認されている。歴史家バーブラーム・アーチャリヤは4王の在位年を、カーマ（1443年 - 1473年）、チャンドラ（1473年 - 1483年）、ルドラ（1483年 - 1518年）、ムクンダ（1518年 - 1552年）と推定している。
ムクンダは王国を4分割し、4人の王子に分割統治させた。マーニキャ・セーナにパルパ（パルパ・セーナ王国）を、ブリンギー・セーナにタナフン（タナフン・セーナ王国）を、ヴィナーヤカ・セーナにブトワル（ブトワル・セーナ王国）を、ローハンガ・セーナにマクワンプル以東（マクワンプル・セーナ王国）を分け与えた。このうち、パルパではのちにマーニキャの王統が途絶え、ブトワル王アンバル・セーナがパルパの王となり、パルパ・セーナ王国はブトワル・セーナ王国と合体した。
マクワンプル・セーナ王国ではハリハラ・セーナが「ヒンドゥーの主」を名乗り、ビジャイプル（モラン）まで支配していたが、1671年に王子シュバ・セーナが反乱を起こした。シュバが三都とゴルカ王国に援軍を求めた結果、バクタプル王ジャガットプラカーシャ・マッラ、パタン王シュリーニヴァーサ・マッラ、ゴルカ王ルドラ・シャハが介入し、それぞれ援軍を派遣した。カトマンズ王プラターパ・マッラはハリハラに味方したが、のちにシュバの支持に回った。だが、このときカトマンズは三都間で孤立していたので援軍は派遣できなかった。
1674年、シュバは諸国に再度援軍を要請をし、カトマンズ、バクタプル、パタン、タナフンがこれに応じて、ハリハラの所領モランの17ヶ村を占領し、シュバに与えた。この内紛により、マクワンプルはシュバが統治することになったが、王国は二分され、コシ川以西の地にシュバの兄の息子ヴィダーターインドラ・セーナが統治するビジャイプル・セーナ王国が誕生した。
ビジャイプル・セーナ王国はヴィダーターインドラ王の死後、マクワンプル・セーナ王国とともに、一時期デリーの太守イスカンダル・ハーンの統治下に入った。だが、シュバ王の王子マーニキャ・セーナとマヒーパティ・セーナがキラータ族の助力で奪還し、マーニキャがマクワンプルを、マヒーパティがビジャイプルを統治した。
だが、ビジャイプルではその後、マヒーパティの息子（あるいは孫）のカーマダッタ・セーナがキラータ族の強力な宰相ヴィチトラ・ライと対立して、一時追われる事態となった。結局、宰相の調停でカーマダッタは戻ったものの、マーニキャののちにマクワンプル王となったヘーマカルナ・セーナの弟（あるいは甥）ジャガット・セーナがチャウダンディーを首都にカマラ川の東からコシ川の西までのウダイプル郡、シラハ郡、サプタリ郡などの領域を統治することとなり（チャウダンディー・セーナ王国）、カーマダッタの統治はモランに限定された。
なお、18世紀後半になると、プリトビ・ナラヤン・シャハのもとでゴルカ王国が強大化し、1762年にはマクワンプル・セーナ王国がディグバンダナ・セーナを最後に制圧された。ネパール王国成立後は、1773年にチャウダンディー・セーナ王国が、1774年にビジャイプル・セーナ王国が、1782年にタナフン・セーナ王国がそれぞれ滅ぼされた。
だが、パルパ・セーナ王国は二四諸国中でもっとも強勢であったため、ネパール王国はそう簡単に制圧できなかった。そればかりか、1781年にはネパール王国の内紛に乗じて、パルパをはじめとする二四諸国連合軍がネパール王国に対して攻撃を仕掛けたが、これは撃退された。
その後、ネパール王国はパルパと協力を図り、1786年にパルパ王マハーダッタ・セーナの王女と摂政バハドゥル・シャハの婚姻が成立した。その後、制圧した諸国の割譲を約束し、ネパール・パルパの連合軍はベリ川までの諸国を制圧し、パルパにはグルミ、アルガ、カンチーの3国を割譲した。
1799年、ネパール王ラナ・バハドゥル・シャハは嫡子を差し置いて、溺愛する内妃の生んだ庶子ギルバン・ユッダ・ビクラム・シャハに王位を譲った。だが、この譲位には反対が多かったため、ラナ・バハドゥルは近隣諸国で最も強力なパルパの王プリトヴィーパーラ・セーナ（マハーダッタ・セーナの息子）をその戴冠式に立ち合せている。
1804年、法王ラナ・バハドゥルはパルパを制圧せずにはネパール統一が出来ないので、執政ビムセン・タパと一計を案じた。彼らはパルパ王プリトヴィーパーラの王女と法王との結婚話を進めて、それを口実に王をネパールに招きそのまま投獄した。その後、ビムセン・タパの軍がパルパへと進撃し、難なく制圧に成功して、パルパ・セーナ王国もここに滅亡した。